# Sardocyrnia
Sardocyrnia är ett släkte av fjärilar. Sardocyrnia ingår i familjen mätare.
Kladogram enligt Catalogue of Life:
| Sardocyrnia | \| \| Sardocyrnia aestivalis \| \| \| \| \| \| Sardocyrnia bastelicaria \| \| \| \| \| \| Sardocyrnia fortunaria \| \| \| \| |
|             | \| \| Sardocyrnia aestivalis \| \| \| \| \| \| Sardocyrnia bastelicaria \| \| \| \| \| \| Sardocyrnia fortunaria \| \| \| \| |
|             | Sardocyrnia aestivalis |
|             | |
|             | Sardocyrnia bastelicaria |
|             | |
|             | Sardocyrnia fortunaria |
|             | |